# Coupe d'Océanie de football 1973
Navigation
1980
La coupe d'Océanie de football 1973 est la première édition de la coupe d'Océanie de football, compétition organisée par la Confédération du football d'Océanie (OFC) et rassemblant les meilleures équipes masculines océaniennes. Elle se déroule en Nouvelle-Zélande du 17 au 24 février 1973 et est remportée par la sélection néo-zélandaise qui bat en finale Tahiti sur le score de 2-0.

## Résultats

### Tour principal
Les 5 participants se rencontrent tous une fois au sein d'une poule unique. À l'issue de la dernière journée, les deux premiers au classement disputent une finale pour l'attribution de la coupe tandis que les équipes classées 3e et 4e disputent également un match pour réattribuer la 3e place.
| Rang | Équipe             | Pts | J | G | N | P | Bp | Bc | Diff |
| ---- | ------------------ | --- | - | - | - | - | -- | -- | ---- |
| 1    | Nouvelle-Zélande   | 7   | 4 | 3 | 1 | 0 | 11 | 4  | +7   |
| 2    | Tahiti             | 6   | 4 | 2 | 2 | 0 | 7  | 2  | +5   |
| 3    | Nouvelle-Calédonie | 4   | 4 | 2 | 0 | 2 | 8  | 3  | +5   |
| 4    | Nouvelles-Hébrides | 3   | 4 | 1 | 1 | 2 | 4  | 8  | -4   |
| 5    | Fidji              | 0   | 4 | 0 | 0 | 4 | 2  | 13 | -11  |

| Date       | Équipe 1           | Résultat | Équipe 2           |
| ---------- | ------------------ | -------- | ------------------ |
| 17 février | Tahiti             | 2 - 1    | Nouvelle-Calédonie |
| 17 février | Nouvelle-Zélande   | 5 - 1    | Fidji              |
| 18 février | Nouvelle-Calédonie | 4 - 1    | Nouvelles-Hébrides |
| 18 février | Nouvelle-Zélande   | 1 - 1    | Tahiti             |
| 20 février | Nouvelle-Calédonie | 2 - 0    | Fidji              |
| 20 février | Tahiti             | 0 - 0    | Nouvelles-Hébrides |
| 21 février | Nouvelles-Hébrides | 2 - 1    | Fidji              |
| 21 février | Nouvelle-Zélande   | 2 - 1    | Nouvelle-Calédonie |
| 23 février | Tahiti             | 4 - 0    | Fidji              |
| 23 février | Nouvelle-Zélande   | 3 - 1    | Nouvelles-Hébrides |

### Match pour la3eplace
| 24 février 1973 | Nouvelle-Calédonie | 2 - 1 | Nouvelles-Hébrides | Newmarket Place, Auckland |                         |
|                 | Delmas · Xowie     |       | Galinie            | Arbitrage : M. Tahuaitu   | Arbitrage : M. Tahuaitu |

### Finale
| 24 février 1973 | Nouvelle-Zélande | 2 - 0 | Tahiti | Newmarket Place, Auckland |                        |
|                 | Taylor · Marley  |       |        | Arbitrage : B. Chaudet    | Arbitrage : B. Chaudet |

### Meilleurs buteurs
3 buts
- Segin Wayewol
- Alan Marley

## Sources et liens externes
- (en) Feuilles de matchs et infos sur RSSSF